# 奧列克西·梅斯
奧列克西·謝爾希約維奇·梅斯（烏克蘭語：Олексій Сергійович Месь，羅馬化：Oleksiy Serhiyovych Mes，1993年10月20日—2024年8月26日）是一名烏克蘭戰鬥機飛行員，呼號月魚（Moonfish / Мунфіш），隸屬於烏克蘭武裝部隊空軍。在俄烏戰爭期間，他駕駛的F-16戰機墜毀，他在捍衛烏克蘭時殉職。

## 生平
截至2022年6月，月魚是烏克蘭米格-29戰鬥機中隊的指揮官。
2023年8月，月魚在英國開始訓練課程，計劃最終駕駛F-16。

## 倡導工作
2022年6月，月魚與另一名呼號為果汁的烏克蘭飛行員一同訪美，為烏克蘭爭取F-16戰鬥機。他們會見了幾位美國立法者，並解釋烏克蘭最需要的現代武器系統。西恩·潘陪同飛行員參加了部分會議，以擴大他們的訊息。飛行員在亞當·金辛格位於華盛頓特區的辦公室與他會面。因此，金辛格於2022年6月17日向美國眾議院提出《烏克蘭戰機飛行員法案》。該法案由其他國會議員共同提出。

## 駕駛F-16戰鬥機
為了確保烏克蘭能擁有F-16戰鬥機，月魚在經過數月的爭取後，成為第一批在美國開始F-16戰鬥機訓練的烏克蘭飛行員。他接受烏克蘭電視台的廣泛訪問，描述了訓練過程。2023年秋天，他的訓練從模擬駕駛艙進階到實際的F-16機體。

## 逝世
2024年8月26日，月魚在「擊退史上最大規模的空襲」時，因F-16墜機而喪生。在墜機前，月魚擊落了三枚巡弋飛彈和一架攻擊型UAV。
烏克蘭立法者瑪莉亞娜·貝祖格拉亞（Maryana Bezuglaya）聲稱：「根據我的資料，烏克蘭飛行員奧列克西·「月魚」·梅斯的F-16戰鬥機被愛國者防空導彈系統擊落，原因是[軍事]單位之間缺乏協調」。
烏克蘭國防部已成立一個特別委員會，以確定事故原因，目前該委員會正在飛機墜毀的地區進行調查。
與此同時，美國媒體認為可能的墜機原因可能是技術故障或駕駛員失誤，但目前仍在調查中。此外，美國之音援引烏克蘭空軍內部消息人士的話指出，不能排除「友軍交火」的可能性。

## 外部連結
- YouTube上的Moonfish — осідлати F-16 за півроку — реально для українців. Ексклюзивне інтервʼю з пілотом // Ми — Україна. — 2023. — 19 серпня.